# Alex Brundle

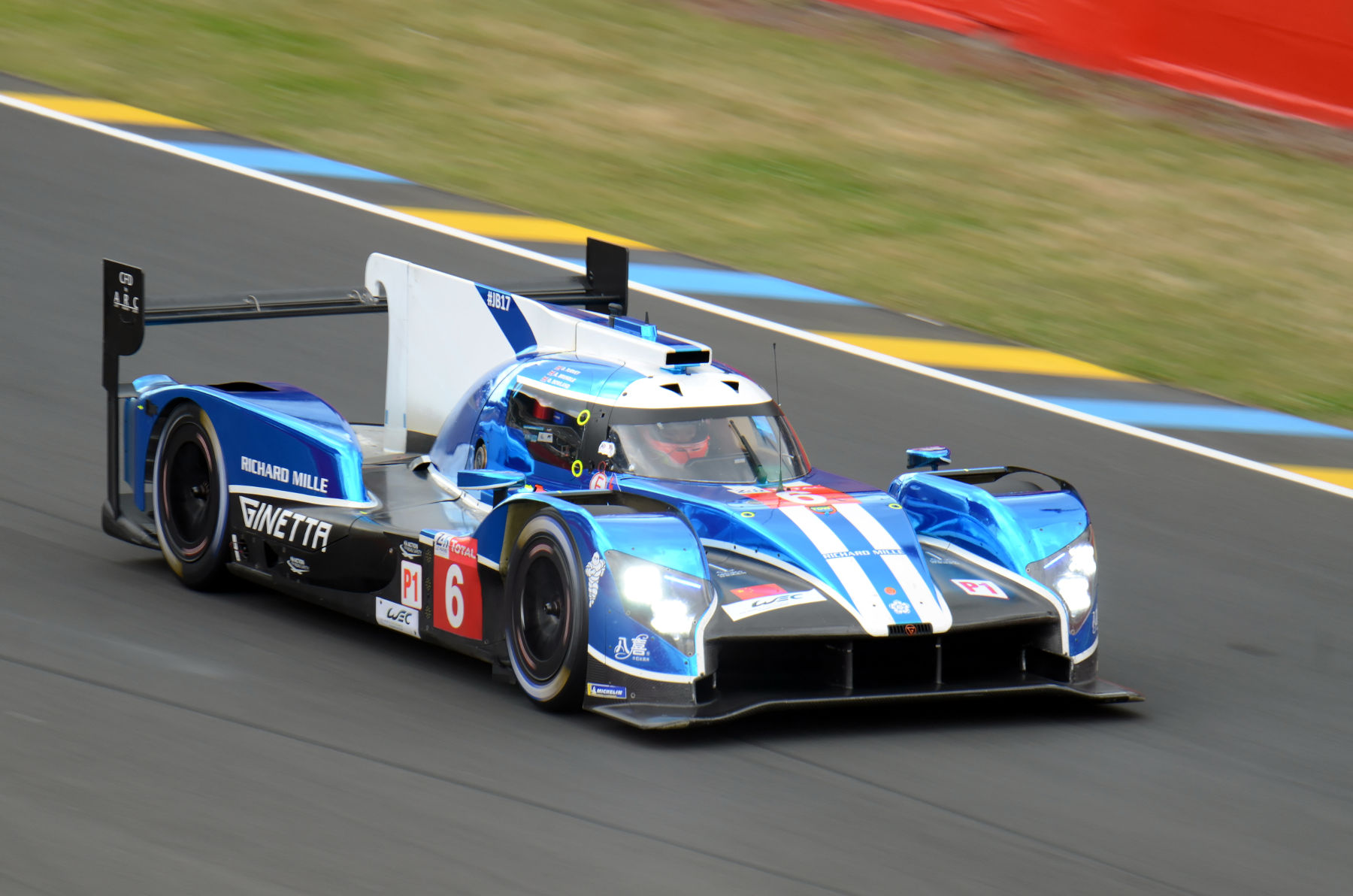
Alex Brundle alla 24 Ore di Le Mans 2018

Alexander Brundle (King's Lynn, 7 agosto 1990) è un pilota automobilistico britannico, impegnato nel Campionato del mondo endurance. Figlio del pilota Martin Brundle, nella sua carriera è stato il campione della European Le Mans Series LMP3 2016 e ha partecipato a 9 edizioni della 24 ore di Le Mans.

## Palmarès
- 1  European Le Mans Series LMP3 2016